# Сачча
Сачча (санскр. Satya)  — слово на пали, означающее «настоящий» или «истинный». В ранней буддийской литературе сачча часто встречается в контексте Четырёх благородных истин. Кроме того, сачча — одна из десяти парамит, которые бодхисатва должен развить, чтобы стать Буддой.

## Самая глубокая правда реальности
В палийском каноне сачча часто встречается в термине ария-сачча, что означает «благородная истина» или «истина благородных». Более конкретно, термин ария-сакча относится к Четырём благородным истинам, разъяснённым Буддой в Дхаммачакка паваттана сутте.
В палийской литературе эти Четыре благородные истины часто ассоциируются с «правильными взглядами» или «правильным пониманием» Благородного восьмеричного пути. В буддийском учении о взаимозависимом происхождении незнание этих Четырёх благородных истин часто определяется как отправная точка «всей груды страданий» (пали kevalassa dukkhakkhandha).